# اتفاقية منع ومكافحة العنف على المرأة والعنف المنزلي
اتفاقية المجلس الأوروبي لمنع ومكافحة العنف على المرأة والعنف المنزلي أو اتفاقية إسطنبول هي اتفاقية مناهضة للعنف على المرأة، أبرمها المجلس الأوروبي وفتح باب التوقيع عليها في 11 أيار/ مايو 2011 بإسطنبول، تركيا.
تهدف الاتفاقية إلى منع العنف، وحماية الضحايا، و«وضع حد لإفلات مرتكبي الجرائم من العقاب». ففي حُزيران/ يونيو 2017، وقعت 45 دولة، بالإضافة إلى الاتحاد الأوروبي، على الاتفاقية. وفي 12 آذار/ مارس 2012، أصبحت تركيا أول دولة تُصدق على الاتفاقية، وتبعتها 27 دولة من عام 2013 حتى عام 2017، هي (ألبانيا، وأندورا، والنمسا، ويلجيكا، والبوسنة والهرسك، وقبرص، والدنمارك، وفنلندا، واستوينا، وفرنسا، وجورحيا، وألمانيا، وإيطاليا، ومالطا، وموناكو، والجبل الأسود، وهولندا، النرويج، وبولندا، ورومانيا، والبرنغال، وسلوفاكيا، واسبانيا، والسويد، وسويسرا). وقد دخلت الاتفاقية حيز التنفيذ في 1 آب/ أغسطس 2014.

## لمحة تاريخية
شرع المجلس الأوروبي في تنفيذ مجموعة من المبادرات لتعزيز حماية المرأة ضد العنف منذ فترة التسعينيات. بوجه خاص، في عام 2002، أسفرت هذه المبادرات عن الاعتماد الخاص بتوصيات المجلس الأوروبي 5(Rec(2002 التي وجهتها لجنة الوزراء إلى الدول الأعضاء والتي تتعلق بحماية المرأة ضد العنف، بالإضافة إلى إطلاق حملة في جميع أنحاء أوروبا من عام 2006 حتى 2008 لمحاربة العنف على المرأة بما فيه العنف المنزلي. كما اتخذت الجمعية البرلمانية للمجلس الأوروبي موقفًا سياسيًا حازمًا ضد كل أشكال العنف على المرأة، وتبنت العديد من القرارات والتوصيات طالبت فيها بوضع معايير ملزمة قانونيًا لمنع وتجريم جميع صور العنف القائم على أساس الجنس والحماية منه.
كشفت تقارير محلية، ودراسات، واستقصائيات عن حجم تلك المشكلة في أوروبا. حيث أظهرت الحملة بوجه خاص اختلافات كبيرة في ردود الأفعال المحلية في أوروبا في مواجهة العنف على المرأة والعنف المنزلي. ولذلك، ظهرت الحاجة إلى معايير قانونية موائمة واضحة لضمان استفادة الضحايا من المستوى نفسه من الحماية في أي مكان في أوروبا. حيث بدأ وزراء العدل للدول الأعضاء في المجلس الأوروبي مناقشة استمرار الحاجة إلى تطوير الحماية من العنف المنزلي، وخاصة عنف الشريك الحميم.
وقرر المجلس الأوروبي أنه من الضروري وضع معايير شاملة لمنع ومكافحة العنف على المرأة والعنف المنزلي. في كانون الأول/ ديسمبر 2008، كلفت لجنة الوزراء فريق خبراء لوضع مشروع اتفاقية في هذا الشأن. وعلى مدار أكثر من سنتين، عملت اللجنة المخصصة لمنع ومكافحة العنف على المرأة والعنف المنزلي، والتي تعرف اختصارًا باسم (CAHVIO)، على صياغة نص المشروع. وأثناء المرحلة الأخيرة من صياغة مشروع الاتفاقية، اقترحت كل من المملكة المتحدة، وايطاليا، وروسيا، والفاتيكان إجراء تعديلات عديدة للحد من المتطلبات التي قدمتها الاتفاقية. ولكن انتقدت منظمة العفو هذه التعديلات، وأُعادت صياغة الاتفاقية النهائية في كانون الأول/ ديسمبر لعام 2010.

## الاعتماد، والتوقيع، والتصديق
اعتمدت لجنة الوزراء بالمجلس الأوروبي هذه الاتفاقية في 7 نيسان/ أبريل لعام 2011، وفتحت باب التوقيع على الاتفاقية في 11 أذار/ مايو لعام 2011، احتفالًا بالجلسة رقم 121 من لجنة الوزراء في إسطنبول. ودخلت الاتفاقية حيز التنفيذ عقب الحصول على 10 تصديقات، ثمانية منها لا بد وأن تكون من دول أعضاء في المجلس الأوروبي. وفي كانون الأول/ ديسمبر لعام 2015، وقعت 39 دولة على الاتفاقية عقب التصديق عليها من ثمانية دول أعضاء بالمجلس الأوروبي كحد أدنى، وهي: ألبانيا، وإيطاليا، والنمسا، والبوسنة والهرسك، والبرتغال، وتركيا، والجبل الأسود، وصربيا. ولاحقًا في عام 2015، صدقت على الاتفاقية كل من أندورا، والدنمارك، وفرنسا، ومالطا، وموناكو، واسبانيا، والسويد. وفي العام نفسه، صدقت عليها كذلك كل من بولندا، وسلوفاكيا، وفنلندا، وهولندا. وفي عام 2016، صدقت عليها سان مارينو، وبلجيكا، ورومانيا. أما في عام 2017، فصدقت عليها جورجيا، والنرويج، وألمانيا، واستونيا، وقبرص. وبمجرد دخول الأحكام حيز التنفيذ، يتوجب على الدول أن تلتزم قانونيًا بالاتفاقية التي صدقت عليها.

## المبادئ الرئيسة
تعتبر اتفاقية إسطنبول أول أداة ملزمة قانونًا «تطبق إطار ونهج قانوني شامل لمكافحة العنف على المرأة»، وتركز على منع العنف المنزلي، وحماية الضحايا، ومحاكمة المجرمين المتهمين.
وتصف الاتفاقية العنف على المرأة، بأنه انتهاك لحقوق الإنسان وشكل من التمييز طبقًا (للمادة 3(أ)). وعلى الدول أن توجه العناية اللازمة لحماية الضحايا، ومحاكمة الجناة طبقًا (للمادة 5). كما تتضمن الاتفاقية، تعريف الجندر: لغرض الاتفاقية، يعرف النوع الاجتماعي في المادة 3 (ج) على إنه «الأدوار المحددة اجتماعيًا، والسلوكيات، والأنشطة، والسمات التي يراها المجتمع ملائمة للمرأة والرجل». وعلاوة على ذلك، وضعت المعاهدة مجموعة من الجرائم التي تتسم بكونها عنف على المرأة. وعلى الدول التي صدقت على الاتفاقية تجريم عدة جرائم منها: العنف النفسي (المادة 33)، والترصد (المادة 34)، والعنف الجسدي (المادة 35)، والعنف الجنسي بما فيه الاغتصاب والذي يشمل صراحة جميع الأفعال الجنسية التي تتم مع شخص ما بغير رضاه (المادة 36)، والزواج القسري (المادة 37)، وتشويه الأعضاء التناسلية للإناث (المادة 38)، والإجهاض الإجباري، والتعقيم القسري (المادة 39). وتنص الاتفاقية على أن التحرش الجنسي لا بد وأن يخضع «لعقوبات جنائية أو قانونية» (المادة 40)، كما تضم الانفاقية مادة تتناول الجرائم التي ترتكب باسم «جرائم الشرف» (المادة 42).

## الهيكـل
تضم الاتفاقية 81 مادة وتنقسم إلى 12 فصل. ويأتي هيكل الاتفاقية تبعًا للهيكل الخاص بأحدث اتفاقيات المجلس الأوروبي. حيث يرتكز هيكل الأداة على أربعة أسس تعرف باسم "four Ps" وهي المنع، والحماية، ودعم الضحايا، ومحاكمة المجرمين، والسياسيات المتكاملة. وينص كل من المجالات الأربعة على مجموعة من الاجراءات الخاصة، كما تضع الاتفاقية الالتزامات المتعلقة بجمع البيانات ودعم الأبحاث في مجال العنف على المرأة (مادة 11).
في الديباجة، يتم استدعاء الاتفاقية الأوروبية لحماية حقوق الإنسان، والميثاق الاجتماعي الأوروبي، واتفاقية مجلس أوروبا بشأن مكافحة الاتجار بالبشر، وكذلك المعاهدات الدولية للأمم المتحدة حول حماية حقوق الإنسان، ونظام روما الأساسي للمحكمة الجنائية الدولية.
وفي المادة 2، تشير الاتفاقية إلى أن الأحكام تسري في وقت السلم، وكذلك في حالات النزاع المسلح، فيما يتعلق بالعنف على المرأة والعنف المنزلي. وتحتوي المادة 3 علي تعريفات المصطلحات الأساسية:
- «العنف على المرأة»: هو «يمثل انتهاكًا لحقوق الإنسان، وإحدى صورالتمييز ضد المرأة، ويشير إلى جميع الانتهاكات القائمة على نوع الجنس، والتي يرتب عليها، أو قد يترتب عليها، إيذاء جسدي، أو جنسي، أو نفسي، أو اقتصادي، أو معاناة للمرأة، بما في ذلك التهديد بهذه الأفعال أو الإكراه أو الحرمان التعسفي من الحرية، وذلك في الحياة العامة أو الخاصة».
- «العنف المنزلي»: هو «جميع أعمال العنف الجسدية، أو النفسية، أو الاقتصادية التي تحدث في محيط العائلة أو المنزل أو بين الأزواج أو الشركاء السابقين أو الحاليين، سواء كان المعتدي يتشارك السكن نفسه مع الضحية أو لا».
- «الجندر»: هو «الأدوار، والسلوكيات، والأنشطة، والسمات المحددة اجتماعيًا، والتي يراها المجتمع ملائمة لكل من المرأة والرجل».
- «العنف المبني على أساس الجنس ضد المرأة»: هو «العنف الموجه ضد المرأة لكونها امرأة أو الذي يصيب المرأة على نحو غير متناسب».

تحظر المادة الرابعة جميع أنواع التمييز حيث تنص على: أنه يجب ضمان تنفيذ الأطراف المعنية لأحكام هذه الاتفاقية وخاصة حماية حقوق الضحايا ، وذلك بدون أي تمييز قائم على أساس النوع، أو الجنس، أو العرق، أو اللون، أو اللغة، أو الرأي السياسي أو غير السياسي، أو الأصل القومي أو الاجتماعي، أو الثروة، أو النسب، أو الميول الجنسي، أو الهوية الجنسانية، أو العمر، أو الحالة الصحية، أو الإعاقة، أو الحالة المدنية، أو الوضع كمهاجر أو لاجئ، أو غيره.

## وصلات خارجية
- الموقع الرسمي للاتفاقية
- نص الاتفاقية
- التوقيعات والتصديقات